# Rolland Étienne
Jean Louis Rolland Antoine Étienne, conosciuto come Étienne Rolland (Rue, 31 agosto 1912 – Le Perreux-sur-Marne, 12 agosto 2003), è stato un cestista francese.

## Carriera
Étienne ha disputato 40 partite con la Francia, realizzando 144 punti totali. Nel suo palmarès figurano la medaglia di bronzo agli Europei 1937 e due titoli francesi con l'US Métro (1939 e 1942).